# توم غيلبرت
توم غيلبرت هو سياسي كندي، ولد في 15 يونيو 1926 في كندا. حزبياً، نشط في الجمعية الليبرالية لنيو برونزويك ‏. وقد انتخب عضو الجمعية التشريعية لنيو برونزويك ‏.